# Nguyễn Thị Thanh Thủy
Nguyễn Thị Thanh Thủy (sinh ngày 25 tháng 4 năm 1963) là nữ thẩm phán người Việt Nam. Bà từng là Phó Chánh án Tòa án nhân dân cấp cao tại Hà Nội (2015-2018), Phó Chánh tòa Tòa phúc thẩm Tòa án nhân dân tối cao tại Hà Nội, Tổng Biên tập Tạp chí Tòa án nhân dân.

## Sự nghiệp
Trước ngày 8/1/2015, bà từng là Phó Chánh tòa Tòa phúc thẩm Tòa án nhân dân tối cao (Việt Nam) tại Hà Nội.
Ngày 8/1/2015, bà được bổ nhiệm giữ chức vụ Tổng Biên tập Tạp chí Tòa án nhân dân kể từ ngày ký Quyết định cho đến khi đủ tuổi nghỉ hưu (Quyết định số 17/QĐ-TCCB, ngày 08/01/2015).
Ngày 12 tháng 8 năm 2015, bà được Chánh án Tòa án nhân dân tối cao Trương Hòa Bình bổ nhiệm giữ chức vụ Phó Chánh án Tòa án nhân dân cấp cao tại Hà Nội vừa mới thành lập.